# Nordeste argentino
El nordeste argentino o noreste argentino (NEA) es una de las regiones histórico-geográficas en que se subdivide la República Argentina. Comprende las provincias de Formosa, Chaco, Corrientes y Misiones. Esta región tiene muchos rasgos paisajísticos, ecológicos, climáticos y culturales parecidos.
La aceptación del NEA como región es relativamente reciente, y responde más bien a similitudes socioeconómicas y culturales que geográficas aunque en toda esta región sea característico el clima subtropical, con marcados rasgos continentales en el oeste del Chaco y Formosa. En invierno muy pocos días la temperatura baja apenas una décimas de los 0 °C (principalmente a la madrugada), aunque en ciertas zonas como Posadas y la zona de Puerto Iguazú este fenómeno, llamado también "helada" no suele pasar. A su vez, hay zonas del oeste de la provincia del Chaco que suelen tener días de invierno con mínimas muy bajas para la región. En general, predomina a lo largo del año el clima cálido subtropical. Las similitudes más grandes se dan en el aspecto cultural, porque las cuatro provincias se vieron influidas en gran medida por la cultura guaraní, aun cuando en el Chaco y Formosa las etnias qom (apodados "tobas" por los guaraníes) y wichi (apodados "matacos" por los quechuas) eran, junto a las payaguás, nivaclés (apodados "chulupí" o "chunupí" por los invasores guaraníes), yofuashas (apodados "chorotís" por los invasores guaraníes), pilagás, mocoretás, vilelas (¿gualambas?), mokoits, abipones, arawaks-chanés , mataraes, las que habitaban estas tierras antes de la invasión guaraní ocurrida principalmente entre los siglos XIV y XV d. C. Las provincias de la región también se encuentran entre las más rezagadas a nivel nacional, siendo sus indicadores económicos y sociales los de segundo peor desempeño después de las del noroeste argentino. 

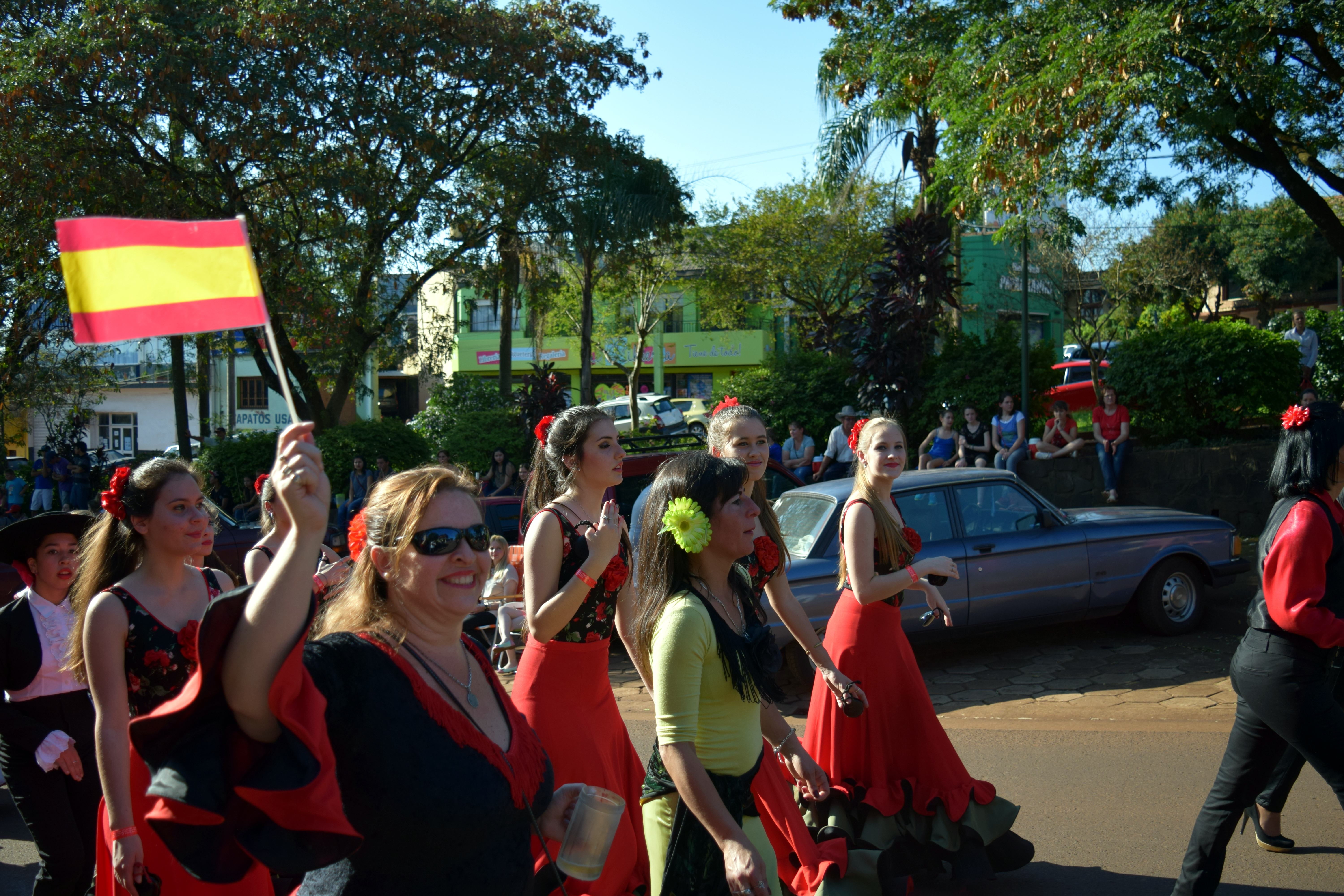
Argentinos de ascendencia española durante la Fiesta Nacional del Inmigrante en Oberá, Misiones.

Exceptuando la provincia de Corrientes, las otras provincias comparten el hecho de haber sido territorios nacionales hasta mediados del siglo XX, y recibieron una fuerte oleada inmigratoria de colonos europeos que se dedicaron principalmente a la agricultura desde principios de dicho siglo; además de los españoles en toda Argentina, al NEA llegaron desde fines del siglo XIX importantes contingentes inmigratorios de eslavos, en su mayoría polacos y ucranianos (principalmente desde Galitzia) y pequeños grupos de croatas, checos y búlgaros, así como también de pueblos germanos como daneses, noruegos, suecos y, principalmente, alemanes del Volga (sobre todo a Misiones) y alemanes al Chaco y en menor medida a Formosa. Por otra parte, durante el siglo XX ha sido constante la inmigración de paraguayos (los cuales pasaron a ser el grupo inmigrante más numeroso de todos, superando largamente a los europeos), los cuales suelen ser descendientes de españoles y avá y, en menor medida, de europeos del centro y este (ya que la región fronteriza de Paraguay también recibió muchos inmigrantes alemanes, italianos, polacos, rusos y ucranianos durante los siglos XIX y XX). También ha habido una inmigración significativa de brasileños a Misiones y Corrientes desde fines del siglo XIX hasta mediados del XX, los cuales generalmente eran descendientes de portugueses, germanos y eslavos y, en menor medida, de africanos subsaharianos.

## Principales aglomerados urbanos
En orden de población según el censo de 2022.
- Gran Corrientes, Provincia de Corrientes
- Gran Resistencia, Provincia del Chaco
- Gran Posadas, Provincia de Misiones
- Formosa, Provincia de Formosa
- Presidencia Roque Sáenz Peña, Provincia del Chaco
- Goya, Provincia de Corrientes
- Oberá, Provincia de Misiones
- Eldorado, Provincia de Misiones
- Clorinda, Provincia de Formosa
- Paso de los Libres, Provincia de Corrientes
- Villa Ángela, Provincia del Chaco
- Curuzú Cuatiá, Provincia de Corrientes
- Puerto Iguazú, Provincia de Misiones
- Mercedes, Provincia de Corrientes

## Galería

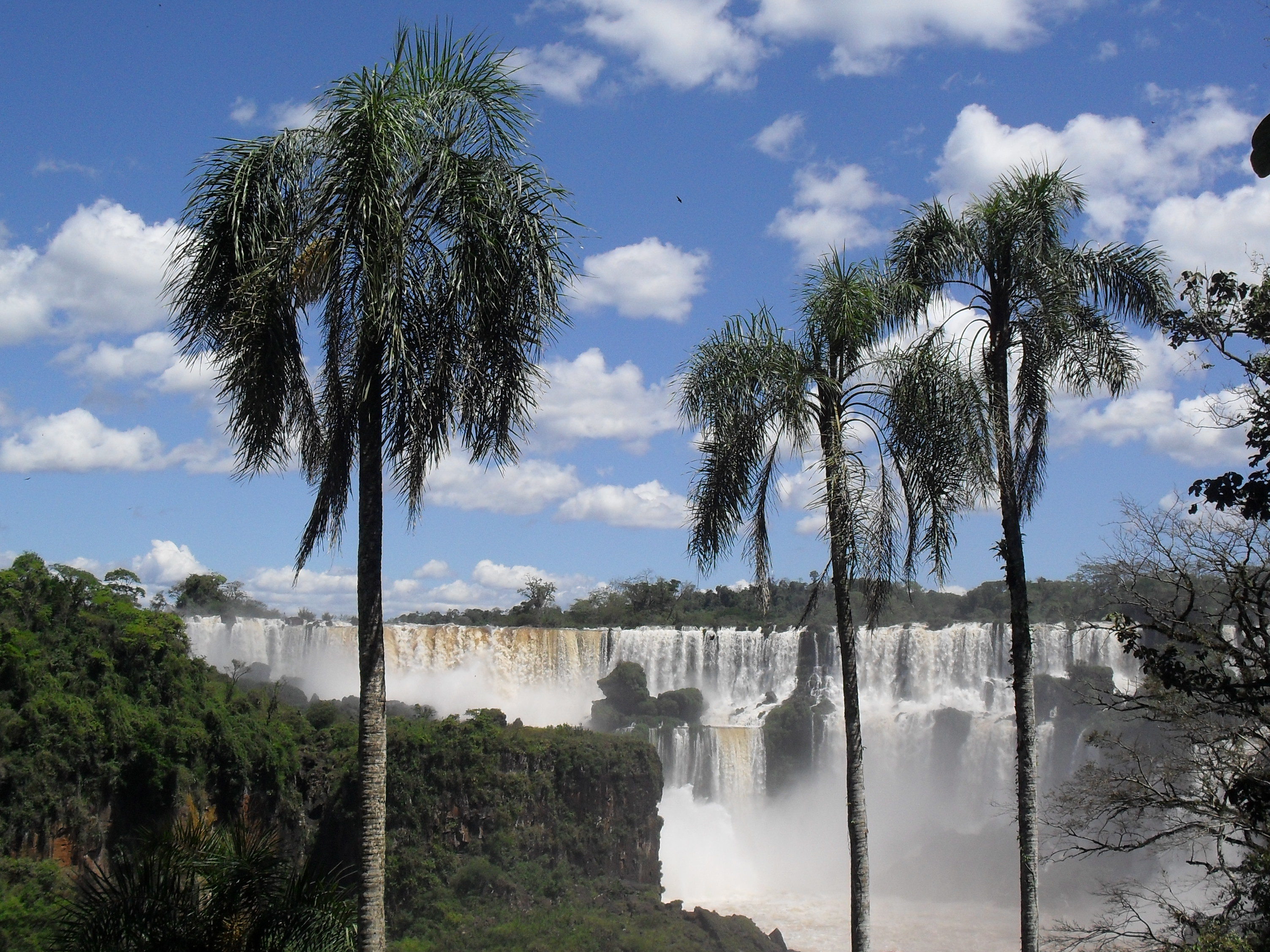
Vista parcial de las cataratas del Iguazú, en el extremo noroeste de la Provincia de Misiones.
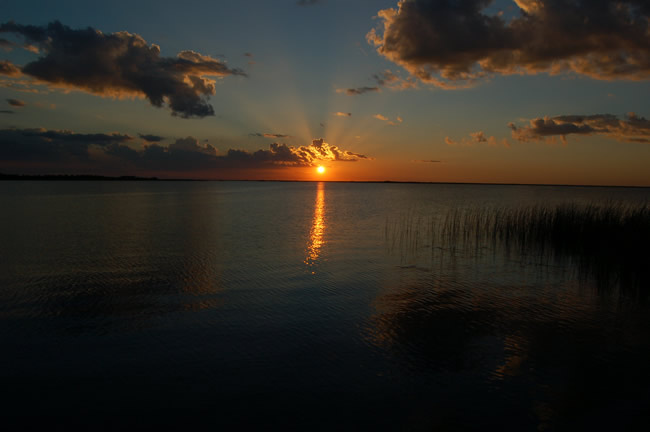
Puesta del sol en los Esteros del Iberá en la Provincia de Corrientes.
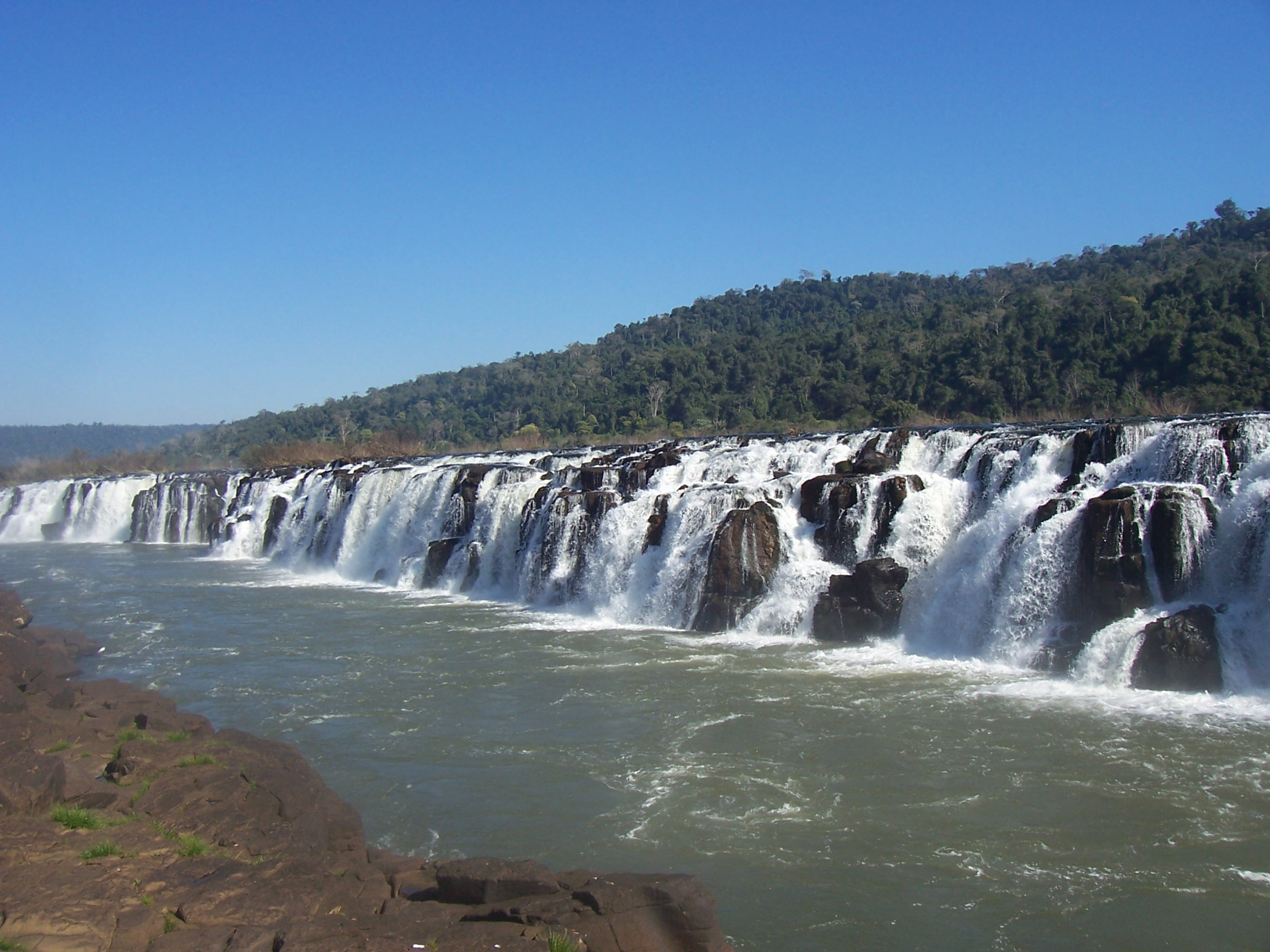
Los saltos del Moconá, en el extremo nororiental de la Provincia de Misiones.
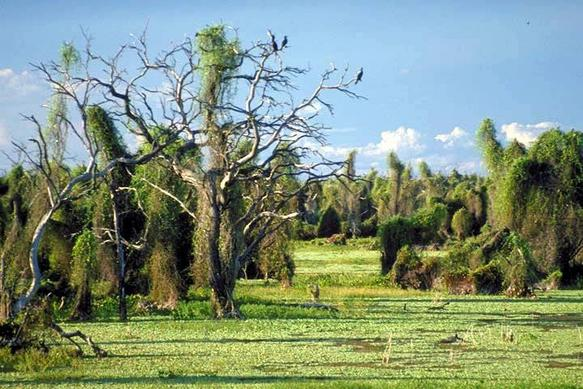
Bañado La Estrella, cerca de Las Lomitas, en la Provincia de Formosa.
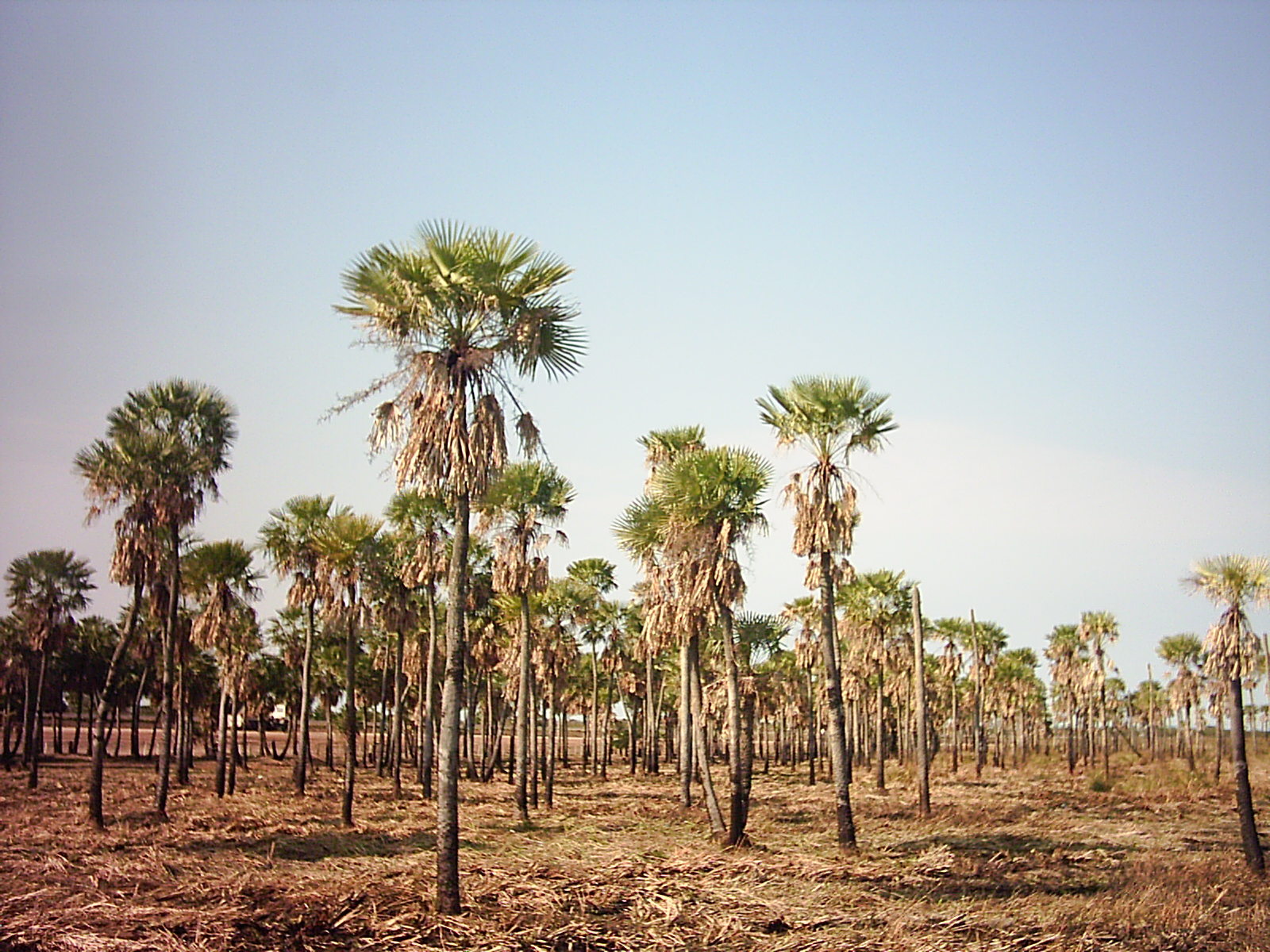
Un palmar de caranday (Copernicia alba) en el acceso a Resistencia desde Corrientes, un paisaje típico del sector oriental del Chaco.